# Dicropleon bifidus
Dicropleon bifidus là một loài chân đều trong họ Bopyridae. Loài này được Bourdon miêu tả khoa học năm 1967.